# Oqaatsut
Oqaatsut, (tidl. Oĸaitsut), hollandsk navn: Roobay (den rolige bugt), dansk Rodebay "Rødebugt" er en lille grønlandsk bygd med 27 indbyggere (2022) og ca. 100 slædehunde 15 km nord-nordæst for Ilulissat. Oqaatsut hører til Avannaata Kommune. Bygden ligger på en halvø med udsigt til Diskobugtens isbjerge. Beliggenhed: 69°20′40″N 51°00′10″W.
Det grønlandske navn Oĸaitsut betyder "fugle der ikke kan snakke/der ikke ha tunge" og referere til skarvene, idet der er mange skarvefjelde i området. Navnet Roobay stammer fra hvalfangertiden, hvor hollænderne navngav stedet da den byggede en hvalfangerstation på østsiden af bugten samt en trankogeri på vestsiden.
Erhvervsgrundlaget er i dag fiskeri med langline af hellefisk, jagt på sæler og hvaler, samt bæredygtig turisme.
Firmaet Rodebay Fish handler med hellefisk de fryses til eksport.
Bygdens lille skole ligger i et kombineret skole/kapelbygning og har typisk 3-8 elever. Det er muligt for børnene at gå i skole i bygden til og med 9. klasse, hvorefter resten af skoletiden finder sted på de store skoler i Ilulissat. Det er muligt for børnene at tage til Ilulissat fra 8. klasse. Gudstjenesterne finder sted i andre halvdelen af skole/kapelbygning fra 1957, som har har 50 siddepladser. Kapellets orgel er var et harmonium. Nu er det elklaver.
Avannaata Kommune er bygherre på en ny skole med skole- og bygdebibliotek, tegnet af Qarsoq tegnestue, der skal stå klar i 2025.
Der er en lille Pilersuisoq butik med dagligvarer som er også posthus, udover det er det et servicehuset med selvbetjent vaskeri og badehus, og en sygeplejestation. Vandforsyningen kommer fra et havvandsafsaltningsanlæg. Dette anlæg benytter et omvendt osmosesystem til afsaltning af vandet. Vandet må afhentes ved to tapningshusene. Mange indbyggere foretrækker dog at benytte smeltevand fra indlandsisen som drikkevand som indsamles som is, og smeltes i beholdere, der kan stå inde i husene.

## Historie
Der er for få eller ingen kildehenvisninger i dette afsnit, hvilket er et problem. Du kan hjælpe ved at angive troværdige kilder til de påstande, som fremføres.

Oqaatsut har været inuitboplads længe før det også blev et hollandsk hvalfangersted, men fik først status som dansk koloniudsted i 1877 på grund af god garnfangst der blev indledt i 1842.
Hollandske hvalfangere kaldte i 1600-tallet stedet Roo Baj – den røde bugt. Hvaler trækkes fortsat i land ved højvande på de flade klipper nord-øst for bygden og parteres så længe tidevandet er lavt. Tidligere blev tranen kogt, i dag bruges ført og fremmest hvalkød. Historien bag den hollandske hvalfangerstation er ikke helt dokumenteret før Den Kongelige Grønlandske Handel overtog forsyningen af bygden. Oqaatsut var en kommune i landsrådsskreds nr. 5. Indtil 1915 hørte bopladsen Qilersiut til kommunen.
I 1915 havde bygden 127 grønlandske beboere i 20 huse (4 type-1 huse, 12 type-2 huse, 4 type-3 huse). Alle huse havde jernovn. Beboerne i Oqaatsut havde fra gammel tid ry for at være dygtige fangere.
Befolkningstallet steg fra 89 i 1930 til 170 i 1960.
Husene i Oqaatsut viser også i dag en fin mangfoldighed af hustyper det kommer fra Danmark. Det gamle udstedsbestyrerhus samt hvalfangststationen er fredet.

## Turisme
Tidligere var det færgeforbindelse til og fra Ilulissat en gange om ugen  fra juni til november. Den ble lagt ned i 2021.
Fra Ilulissat er der om sommeren bådture eller ca. 7-8 timers vandring parallelt med kysten, vekslende med fjelde, dale, moselandskab, dybe slugter – til Oqaatsut. Ruten er afmærket med orangefarvet sten, som er afsat med ca. 200 meters mellemrum. Der er mulighed at bestille overnatning i en enkelt bed and breakfast og den lille hotel Nordlys i bygden. Om vinteren arrangeres der hundeslædeture fra Ilulissat til bygden og en ikke afmærket snescooterspor kan også bruges. Begge krydser Bredebugten hvis havis er stabilt nok.
I forbindelse med et projekt for bæredygtig turisme, blev den gamle butik, bødkerværkstedet og pakhuset i 1994 indrettet som vandrehjem med plads til 25 gæster. Senere blev den sidste gamle bygning, lagerhuset H8, sat i stand og indrettet til restaurant med grønlandske specialiteter, lavet af råvarer købt hos bygdens fangere og fiskere. Restauranten blev officielt indviet i 1998. 2003-2015 forpagtede det tyske ægtepar Uta og Ingo Wollf restaurant H8. I juli 2015 omkom ægteparret ved en bådsulykke udenfor Oqaatsut. H8 er i dag en del af Hotel Hvide Falk Ilulissat.
2011 blev bygdehotellet ”Nordlys” indviet. Hotellet er indrettet i en ældre tidligere udstedsbestyrerbolig og har 4 dobbeltværelser og et enkeltværelse.
Oqaatsut er blevet kåret som et prisbelønnet WWF-Verdensnaturfondens pilotprojekt om bæredygtig turisme og naturbevaring i Arktis "Hånd i hånd i Arktis”.